# Enicospilus dispilus
Enicospilus dispilus là một loài tò vò trong họ Ichneumonidae.